# Tom Murphy
Tom Jordan Murphy (15 de enero de 1968 – 6 de octubre de 2007) fue un actor  irlandés conocido por haber ganado un Tony Award en 1998 por su actuación en The Beauty Queen of Leenane.
En 1996, Murphy creó el papel de Ray Dooley en The Beauty Queen of Leenane. Está producción se estrenó en el Town Hall Theatre, Galway, dirigida por Garry Hynes y presentada en asociación con la Druid Theatre Company. En 1998, ya había pasado por los teatros de West End e hizo su debut en Broadway en el Walter Kerr Theater. Fue nominada a seis Tony Awards en total. El crítico de teatro de New York Times, Ben Brantley, le hizo una ovación a Murphy por su papel.
Murphy hizo su debut profesional como Artful Dodger en Oliver! en 1980 a los 12 años.  Durante su carrera actuó en un gran número de teatro en Irlanda y Reino Unido incluyendo Abbey Theatre, el Gate Theatre y el Royal Court Theatre en Londfes. Murphy hizo su despegue en ka industria del cine en Adam & Paul, coprotagonizada por Mark O'Halloran, en el que hacía de un adicto a la droga. La revista Variety, escribió que la actuación de Murphy se "robaba el show."
Murphy fue pareja de su coestrella de "Adam and Paul", Mark O'Halloran.
Murphy también apareció en otras películas irlandesos, incluyendo Intermission, Michael Collins, The General y Man About Dog. También hizo de Seamie en la serie Pure Mule.

## Muerte
Murphy murió en un hospital de Dublín después de recibir tratamiento por cáncer linfático el 6 de octubre de 2007. Tenía 39 años. Se le hizo una ovación de pie durante el Dublin Theatre Festival tras anunciarse su muerte.